# Liste der Monuments historiques in Marigny (Marne)
Die Liste der Monuments historiques in Marigny führt die Monuments historiques in der französischen Gemeinde Marigny auf.

## Liste der Objekte
| Bezeichnung                  | Beschreibung                        | Standort                        | Kennzeichnung | Schutzstatus | Datum | Bild |
| ---------------------------- | ----------------------------------- | ------------------------------- | ------------- | ------------ | ----- | ---- |
| Tabernakel                   | Holz, 18. Jahrhundert               | in der Kirche St-Laurent (Lage) | PM51002889    | Inscrit      | 1978  |      |
| 16 Kirchenbänke              | Holz, 18. Jahrhundert               | in der Kirche St-Laurent (Lage) | PM51002885    | Inscrit      | 1978  |      |
| Skulptur Madonna mit Kind    | Stein, 14. Jahrhundert              | in der Kirche St-Laurent (Lage) | PM51000544    | Classé       | 1912  |      |
| Hauptaltar                   | Holz, 18. Jahrhundert               | in der Kirche St-Laurent (Lage) | PM51002890    | Inscrit      | 1978  |      |
| Skulptur Heiliger Laurentius | Stein, 15. Jahrhundert              | in der Kirche St-Laurent (Lage) | PM51002892    | Inscrit      | 1978  |      |
| Leuchter                     | Metall, versilbert, 18. Jahrhundert | in der Kirche St-Laurent (Lage) | PM51002891    | Inscrit      | 1978  |      |
| Chorschranke                 | Holz, 18. Jahrhundert               | in der Kirche St-Laurent (Lage) | PM51002887    | Inscrit      | 1978  |      |
| Kommuniontisch               | Holz, 18. Jahrhundert               | in der Kirche St-Laurent (Lage) | PM51002888    | Inscrit      | 1978  |      |
| Rechter Seitenaltar          | Holz, 18. Jahrhundert               | in der Kirche St-Laurent (Lage) | PM51002886    | Inscrit      | 1978  |      |
| Skulptur eines Papstes       | Stein, 15. Jahrhundert              | in der Kirche St-Laurent (Lage) | PM51002893    | Inscrit      | 1978  |      |